# Wolfenstein (sorozat)
A Wolfenstein egy FPS stílusú videójáték-sorozat, melynek alapötlete a Muse Software-től származik. A legelső részt, a Castle Wolfensteint és annak folytatását, a Beyond Castle Wolfensteint Commodore 64-re írták meg, majd mikor a cég 1987-ben bezárt, a játék jogait az id Software akarta megvenni, de kiderült, hogy nem is volt lefoglalva ez a név.

## A sorozat részei
| Dátum | Cím                              | Platformok                                                                               |
| ----- | -------------------------------- | ---------------------------------------------------------------------------------------- |
| 1981  | Castle Wolfenstein               | Apple II, DOS, Atari 400/800, Commodore 64                                               |
| 1984  | Beyond Castle Wolfenstein        | Apple II, Commodore 64, DOS                                                              |
| 1992  | Wolfenstein 3D                   | MS-DOS, Mac, Apple IIGS, Acorn Archimedes, SNES, Jaguar, GBA, 3DO, Xbox, Windows, iPhone |
| 1992  | Spear of Destiny                 | Windows, Linux                                                                           |
| 2001  | Return to Castle Wolfenstein     | Linux, Mac OS X, Windows, PS2, Xbox                                                      |
| 2003  | Enemy Territory                  | Linux, Mac OS X, Windows                                                                 |
| 2009  | Wolfenstein RPG                  | Apple iOS                                                                                |
| 2009  | Wolfenstein                      | Windows, PS3, Xbox 360, Linux                                                            |
| 2014  | Wolfenstein: The New Order       | Windows, PS3, PS4, Xbox 360, Xbox One                                                    |
| 2015  | Wolfenstein: The Old Blood       | Windows, PS4, Xbox One                                                                   |
| 2017  | Wolfenstein II: The New Colossus | Windows, PS4, Xbox One, Nintendo Switch                                                  |
| 2019  | Wolfenstein: Cyberpilot          | Windows, PS4                                                                             |
| 2019  | Wolfenstein: Youngblood          | Windows, PS4, Xbox One, Nintendo Switch                                                  |

## Külső hivatkozások
- id Software hivatalos oldala (angolul)
- Nerve Software hivatalos oldala (angolul)
- Gray Matter Studios hivatalos oldala (angolul)
- Splash Damage hivatalos oldala (angolul)
- Megemlékező cikk a Wolfenstein 3D-ről - magyar nyelven[halott link] (magyarul)